# Бельгийско-люксембургские отношения
Бельгийско-люксембургские отношения — двусторонние дипломатические отношения между Бельгией и Люксембургом. Протяжённость государственной границы между странами составляет 130 км.

## История
Страны имеют историю тесного сотрудничества, особенно в рамках Бельгийско-Люксембургского экономического союза, Бенилюкса и Европейского союза. Договор о создании Бельгийско-Люксембургского экономического союза  был подписан 25 июля 1921 года и вступил в силу 1 мая 1922 года. Он предусматривал ликвидацию таможенных пошлин, количественного контингентирования и других препятствий в торговле между этими странами, а также установление единого таможенного тарифа в отношении третьих стран и свободную циркуляцию услуг между Бельгией и Люксембургом.
21 октября 1943 года эмиграционные правительства Бельгии, Нидерландов и Люксембурга, находящиеся в Лондоне, подписали валютное соглашение с целью регулирования взаимных платежей в послевоенный период и укрепления экономических отношений между ними (вступило в силу 24 мая 1946 года). 5 сентября 1944 года правительства трёх стран подписали в Лондоне Таможенную конвенцию, дополненную и уточнённую Протоколом от 14 марта 1947 года, которая вступила в силу с 1 января 1948 года. С этой даты торговля между странами Бенилюкса была освобождена от всех пошлин, а в отношении третьих стран был введён единый, самый низкий в Западной Европе внешний таможенный тариф.
С Люксембургом граничит одноимённая бельгийская провинция, а также немецкоязычная коммуна Бург-Ройланд в провинции Льеж.

## Дипломатические представительства
У Бельгии есть посольство в Люксембурге, а Люксембург содержит посольство в Брюссельском столичном регионе. Посол Бельгии в Люксембурге — Томас Антуан. Посол Люксембурга в Бельгии — Жан-Жак Велфринг.